# Tommy Söderberg
Tommy Roland Söderberg, född 19 augusti 1948 i Bromma församling i Stockholm, är en svensk fotbollsledare och tränare.
Tommy Söderberg var under 1990-talet förbundskapten för U21-landslaget och det öppnade dörren till posten som förbundskapten för A-landslaget. 1997 efterträdde Söderberg Tommy Svensson och ledde Sverige till EM-slutspelet 2000. 2000 blev den tidigare assisterande förbundskaptenen Lars Lagerbäck förbundskapten bredvid Söderberg. Tillsammans kom de att kallas Lars-Tommy. De ledde landslaget till VM i fotboll 2002 och EM i fotboll 2004. I samband med EM i fotboll 2004 aviserade Söderberg sin avgång som förbundskapten och gick istället tillbaka till posten som förbundskapten för U21-landslaget.

## Meriter
- Förbundskapten för Sveriges herrlandslag i fotboll (1997–2004)
- VM i fotboll: 2002
- EM i fotboll: 2000, 2004
- Förbundskapten för U21-landslaget (1994–1997, 2004–2012[2])
- SM-guld med AIK 1992
- Tilldelades 1998 och 1999 Tidningarnas Telegrambyrås idrottsledarpris (TT:s idrottsledarpris).